# Note (配信サイト)
note（ノート）は、note株式会社が運営する、文章、写真、イラスト、音楽、映像などの作品を配信する日本のウェブサイト。2014年（平成26年）4月7日サービス開始。

## 概要
テキスト（文章）、画像、つぶやき、音声、動画の5種類の記事をデバイスで作成して投稿できるメディアプラットフォームである。
2020年2月5日より正式公開されたサークル機能がオンラインサロン用途で活用され始め、利用者が急増。日経トレンディが選ぶ「2020年ヒット商品ランキング」では、18位にランクインした。
法人や個人の公式サイトとしての利用もある。

## 主なサービス
テキスト（文章）、画像、つぶやき、音声、動画の5種類の記事を投稿できる。
読者や視聴者は、投稿作品に対してコメントを投稿したり、スキ（いいねと同様の機能）を付けたり、他のSNSへ拡散できる機能もある。また、すべての投稿作品に対して「サポート」という投げ銭機能があり、無料作品に対しても金銭支援を行える。作品投稿者は、購入者に対して、お礼のメッセージを送れるようになっており、メッセージやコメントを通じた双方向の会話ツールとして使用できる。

### メンバーシップ
月額会費制のコミュニティや同好会を作ることができる機能。

### マガジン
お気に入りの記事をまとめて、ブックマークのようにしたり、テーマに沿って分類したりできる機能。

### 有料公開
noteに投稿する作品は、無料公開と有料公開を選択できる。有料公開に対応しているのは、テキスト、画像、音声である。有料の場合、記事単位での販売と、数記事をまとめたマガジン単位での販売が可能である。
販売価格は、100円、500円、1,000円、任意価格で最大10,000円で設定できる。
月額500円のプレミアム会員になれば、販売価格を最大50,000円まで設定できる。

### プレミアム会員
月額500円で利用できる有料会員機能。
主な機能
- 定期購読マガジンの申し込み
- 共同運営マガジン機能
- 予約投稿機能
- コメント欄のON/OFF機能
- 有料noteの販売価格の上限アップ
- 有料noteの数量限定販売

### note pro
noteの法人向け有料サービス。noteの機能をアップグレードすることができるほか、個別サポートやnote proを使っている企業との勉強会などのコミュニティに参加できる。
主な機能
- 導入運営の個別サポート
- 独自ドメイン
- テーマカラー変更
- メニューカスタマイズ
- 契約企業向け勉強会
- 契約企業コミュニティ

## サービス沿革
- 2014年（平成26年）4月7日：サービス開始。
- 2018年（平成30年）9月：ECの商品を表示できる機能「note for shopping」の提供を開始[9]。
- 2019年（令和元年）11月25日、noteのドメイン名をnote.muからnote.comに変更。
- 2020年（令和2年）9月2日～9月5日：初の大規模イベント「note CREATOR FESTIVAL」開催[10]。
- 2023年（令和5年）3月6日：コンテンツのインポート/エクスポート機能の提供開始[11]。当機能は2021年4月より対応が予告されていた[11]。

## 決済
支払方法は、クレジットカードと、スマホ料金と一緒に決済ができる「携帯電話のキャリア決済」に対応している。一部の定期購読型マガジンでは、コンビニ決済も選択できる。

### 支払先
通常は、個人もしくは法人の口座に振り込まれる。2021年3月から預かり期間が設けられ、売上発生日から180日間が過ぎた時点で口座振込ができない状況になっている場合は、Amazonギフト券コードが発行される。発行されたギフト券は、登録しているメールアドレスに送られる（2020年3月までは従来どおり支払期限はない）。

## 著名なユーザー

### 政府機関・地方自治体
- デジタル庁 - 2021年5月開始。開始当初のドメイン名はnote.digital.go.jpだったが、同年8月26日にdigital-gov.note.jpへ変更された[15]。
- 横浜市 - 横浜市教育委員会がnote proを一括導入し、教育委員会と全小中学校がnoteを開設(2025年3月27日発表)[16]。note株式会社によると、岩手県や福島県、新潟県、北海道、うるま市の教育委員会に導入実績があるという[17]。

### 大学・学術機関
- 工学院大学
- 神奈川大学
- 山梨学院大学
- 金城学院大学

### 法人
- ムー - 2020年7月から公式サイトを移管した。
- 日本経済新聞社
- 日本インタビュ新聞社
- ロート製薬
- クックパッド
- ミクシィ
- UUUM
- TBSテレビ
- 阪急百貨店
- ヒラギノ
- 日本棋院（棋道Web）

### 個人
- 青木真也（格闘家）
- 安部祐一朗（宝石動物のイラストレーター）
- 井上純一（漫画家）
- うめ (漫画家)
- 遠藤舞（ボイストレーナー）
- 大江千里（シンガーソングライター）
- くるり（ロックバンド）
- けんすう（実業家）
- 下田美咲（エッセイスト）
- 新藤晴一（ポルノグラフィティ・ギタリスト）
- 野口悠紀雄（経済学者）
- はあちゅう（ブロガー・作家）
- 畑中摩美（シンガーソングライター）
- 巴山萌菜 (歌手)
- 松岡ななせ (歌手)
- 美谷玲実 (歌手・経営者)
- 木村隆一 (アニメ監督)
- ハヤカワ五味（ファッションデザイナー）
- 原口元気（プロサッカー選手）
- 堀江貴文（実業家）
- 森澤祐介（ダンスパフォーマー・実業）
- 結城浩（技術者・作家）
- 吉本ばなな（作家）
- 若林正恭 (芸人・タレント)
- 武智（芸人・漫才師）
- 田中一彦（芸人・漫才師）
- 河本準一（芸人・タレント）
- 西野亮廣（芸人・絵本作家）
- ユースケ（芸人・タレント）
- 村田秀亮（芸人・タレント）
- 盛山晋太郎（芸人・タレント）
- リリー（芸人・タレント）
- 川瀬名人 (芸人・漫才師)
- ヒューマン中村 (芸人・タレント)
- 木﨑太郎 (芸人・漫才師)
- 山名文和 (芸人・漫才師)
- 桑原雅人 (芸人・漫才師)
- 奥田修二 (芸人・漫才師)
- パーカー（YouTuber）
- 水道橋博士（芸人・タレント）
- 乙武洋匡（作家）
- 岸田奈美（作家）
- 小泉悠（軍事評論家・軍事アナリスト）
- 電気グルーヴ（テクノユニット）
- ピエール瀧（ミュージシャン・タレント）

## テレビ東京との企画ドラマ
テレビ東京とnoteのコラボレーション企画で、連続ドラマが作られている。火曜0:12 - 1:00（月曜深夜）に放送。

### 知らない人んち(仮)〜あなたのアイデア、来週放送されます!〜
2019年11月5日（4日深夜） - 26日（25日深夜）の全4回放送された、連ドラ脚本を毎週募集する新実験ドラマ。
10月3日の13時30分より、note、YouTube、「ネットもテレ東」(テレ東の動画配信サービス)にて公開される第0話のドラマを見た視聴者が続きのアイデアやストーリーをnoteに投稿、それを元に「note投稿編」がつくられ、同時にプロのスタッフによる「テレ東チーム編」も作成され、2つのストーリーが毎週放送された。
出演者
- 筧美和子、戸塚純貴、秋山ゆずき、長井短
- 濱津隆之（#2のみ）、ゆきりぬ、きりたんぽ、えみりん（以上#3のみ）、伊藤修子（#4のみ）

### 100文字アイデアをドラマにした!
『note連動ドラマ新企画(仮)』として、note上で「テレ東で観たいドラマ」を100文字で募集し、1800件を超える投稿の中から3つのアイデアを選定、さらにシナリオを募集した。
2020年1月7日（6日深夜）より3月24日（23日深夜）まで全12回放送の予定だったが、全10回放送（初回のみ深夜0時42分〜）に変更された。
月ごとにジャンルとテーマが設定され、2話ごとに主演が交代していく予定だったが、2月4日（3日深夜）11日（10日深夜）の放送分は、主演として出演予定だった唐田えりかの不祥事を受け、放送中止となり別番組に差し替えとなった。3月3日（2日深夜）の放送分以降は、1話ごとに主演が交代していく予定に変更された。
主題歌は、藤原さくら「Twilight」「Ami」。
- 第1話 彼女は「好き」が言えない ①～喫茶店～ ②～呪いの言葉～ ③～禁止用語～　主演：浅川梨奈
  - その他出演者 - 丘みつ子、須永慶、三嶋健太、樫尾篤紀、日比美思
- 第2話 彼女は「好き」が言えない ①～好きのある世界、ない世界～ ②～ピー～ ③～大きな木の下で～　主演：浅川梨奈
  - その他出演者 - 小澤亮太、福山康平、鮎川桃果
- 第3話 彼女は「好き」が言えない ①～東京好き教習所～ ②～のりべん～ ③～すき焼きの味～　主演：今泉佑唯
  - その他出演者 - 高崎翔太、高山璃子、アベラヒデノブ、大宮将司、柾木玲弥
- 第4話 彼女は「好き」が言えない ①～真夜中のラーメン～ ②～ビジネスカップル～　主演：今泉佑唯
  - その他出演者 - 大下ヒロト、竹内寿、濱正悟、清水葉月、一條恭輔、はなる、小口隼也
- 第5話 ～謎めく鍋パの七不思議～　主演：恒松祐里[22]
  - その他出演者 - マツモトクラブ、佐野弘樹、山科圭太
- 第6話 ～聴こえるはずのない声～　主演：恒松祐里
  - その他出演者 - 戸塚純貴、松岡依都美、福澤重文、遠藤史也、橋本達也、猪狩敦子
- 第7話 ～サブスク彼氏～　主演：永田崇人
  - その他出演者 - 橋本マナミ、市川理矩、坂口涼太郎、塚本小百合、大関れいか、西尾季隆
- 第8話 ～人生公演、リハ日～　主演：多和田任益
  - その他出演者 - 松本岳、小野莉奈、尾関陸、下城麻菜、池田倫太朗、X-GUN
- 第9話 ～さよならメッセンジャー～　主演：佐伯大地
  - その他出演者 - イマニヤスヒサ、鳥越ゆみ、篠崎友、寒川綾奈、中川晴樹、X-GUN
- 最終話 ～パスワードが間違っています～　主演：北川尚弥
  - その他出演者 - 永尾まりや、X-GUN、比佐仁、持田唯颯